# Kaya Turski
Kaya Turski (Montreal, 3 mei 1988) is een Canadese freestyleskiester.

## Carrière
Turski won zowel in 2010 als in 2011 goud op het onderdeel slopestyle tijdens de Winter X Games. Op de wereldkampioenschappen freestyleskiën 2011 in Deer Valley veroverde de Canadese de zilveren medaille op het onderdeel slopestyle. Op de Winter X Games XVI in Aspen won ze voor de derde keer op rij goud op het onderdeel slopestyle. Bij haar wereldbekerdebuut, op 4 maart 2012 in Mammoth Mountain, boekte Turski direct haar eerste wereldbekerzege. Op de Winter X Games XVII in Aspen won de Canadese de zilveren medaille op het onderdeel slopestyle. In Voss nam ze deel aan de wereldkampioenschappen freestyleskiën 2013. Op dit toernooi veroverde ze de wereldtitel op het onderdeel slopestyle.

## Resultaten

### Wereldkampioenschappen
| Jaar | Plaats      | Resultaten |
| ---- | ----------- | ---------- |
| 2011 | Deer Valley | Slopestyle |
| 2013 | Voss        | Slopestyle |

### Wereldbeker
Eindklasseringen
| Seizoen   | Algm | SS   |
| --------- | ---- | ---- |
| 2011/2012 | 47e  | Goud |
| 2012/2013 | 114e | 23e  |

Wereldbekerzeges
| Datum        | Plaats           | Onderdeel  |
| ------------ | ---------------- | ---------- |
| 4 maart 2012 | Mammoth Mountain | Slopestyle |